# Юнко
Юнко́ (лат. Junco) — род воробьиных птиц из семейства Passerellidae, ранее включался в семейство овсянковых. Представители рода обитают в Северной Америке. Естественная среда обитания — хвойные или смешанные леса Северной Америки от тайги на севере до горных лесов в Мексике и Центральной Америке на юг до Панамы. Северные популяции зимой обычно мигрируют на юг, южные популяции оседлые, совершают только вертикальные кочёвки вниз по склонам гор, чтобы избежать холодов зимой.
Кормятся птицы на земле. Зимой объединяются в стаи. Питаются, главным образом, насекомыми и семенами. Гнездо строят обычно в хорошо укрытом месте на земле или на небольшой высоте в кусте или на дереве.
В конце мая и в июне в гнездах появляются полные кладки из 4—6 белых или желтоватых яиц с красно-бурыми пятнышками. С первой половины июля наблю-даются вылетевшие из гнезд птенцы. Выводки держатся на открытых местах. Питается юнко семенами различных травянистых растений, в том числе и сорняков. Частично употребляет в пищу насекомых.

## Классификация
В род включают 5 видов:
- Junco bairdi Ridgway, 1883 — эндемик Мексики (полуострова Калифорния).
- Junco hyemalis (Linnaeus, 1758) — Серый юнко, живёт в смешанных и хвойных лесах, чащах, парках и садах на большей части Северной Америки вплоть до севера Мексики[4].
- Junco insularis Ridgway, 1876 — эндемик острова Гуадалупе.
- Junco phaeonotus Wagler, 1831 — Рыжеспинный юнко, обитает в Мексике и на юге США[5].
- Junco vulcani (Boucard, 1878) — Пёстрый юнко, живёт на западе Панамы, эндемик Коста-Рики[6].

- Рыжеспинный юнко
- Пёстрый юнко